# Till Schmidt
Till Schmidt (* 8. Juni 1970 in Berlin) ist ein deutscher Schauspieler.

## Leben
Till Schmidt stammt aus einer Schauspielerfamilie. Er wuchs in Halle, Senftenberg und Magdeburg auf. Nach dem Abitur und dem Grundwehrdienst bei der NVA belegte er zwischen 1991 und 1994 den Studiengang Diplom-Journalistik (Nebenfach: Sport) an der Universität Leipzig.
Von 1994 bis 1998 studierte er an der  Hochschule für Musik und Theater Rostock und beendete dort erfolgreich den Diplom-Studiengang Schauspiel.
Anschließend führte ihn sein erstes Engagement an das Neue Theater Halle (1998–2005) unter der Leitung von Peter Sodann. Im Anschluss spielte er bis 2008 am Theater Rudolstadt, von wo ihn Intendant Axel Vornam als Ensemblemitglied an das Theater Heilbronn mitnahm. Seit 2014 ist Till Schmidt wieder fest am Neuen Theater Halle beschäftigt.
Als Gast spielte Till Schmidt auch am Volkstheater Rostock und den Uckermärkischen Bühnen Schwedt.

## Filmografie (Auswahl)
- 1991: Jugend ohne Gott
- 1996: Zeit des Schweigens
- 1997: Tanja – Flieh, wenn du kannst!
- 2005: SOKO Leipzig – Totengräber
- 2005: Der Rote Kakadu
- 2018: Wir haben nur gespielt
- 2018: SOKO Leipzig – Falsche Hoffnung
- 2019: Zwischen uns die Mauer
- 2019: Deutschland 89[1]
- 2021: Soko Wismar – Das Böse unter der Sonne
- 2022: In aller Freundschaft – Aus der Bahn geworfen
- 2023: Tierärztin Dr. Mertens – Das schöne Haus
- 2023: Polizeiruf 110 – Der Dicke liebt

## Theater (Auswahl)
- Präsident in "Tränengas" (Regie: Mareike Mikat)
- Patsy in „Monty Pythons Spamalot“ (Regie: Peter Dehler)
- Monsieur Mathieu in „Die Kinder des Monsieur Mathieu“ (Regie: Lisett Ansorge)
- Thomas in „Der Tempelherr“ (Regie: Ingo Kerkhof)
- Oskar in „Die Benennung der Tiere“ (Uraufführung) (Regie: Ronny Jakubaschk)
- Chandebise/Poche in „Floh im Ohr“ (Regie: Philippe Besson)
- Porfirij Petrowitsch in „Schuld und Sühne“ (Regie: Matthias Brenner)
- Oberleutnant Rotermund in „Bornholmer Straße“ (Regie: Jörg Steinberg)
- Otto Ulrichs in „Mephisto“ (Regie: Henriette Hörnigk)
- Daniel Dareus in „Wie im Himmel“ (Regie: Henriette Hörnigk)
- Pierre in „Der Vorname“ (Regie: Martina Eitner-Acheampong)
- Stan Laurel in „Laurel & Hardy“ (Regie: Elmar Thalmann)
- Mephisto in „Faust“ (Regie: Alejandro Quintana)
- Elling in „Elling“ (Regie: Carl-Hermann Risse)
- Fiesco in „Die Verschwörung des Fiesco zu Genua“ (Regie: Axel Richter)
- Der Mann in „Der goldene Drache“ (Regie: Johanna Schall)
- Daniel Dareus in „Wie im Himmel“ (Regie: Alejandro Quintana)
- Hassenreuter in „Die Ratten“ (Regie: Uta Koschel)
- Hilse in „Germania. Tod in Berlin“ (Regie: Sascha Hawemann)
- Shrewsbury in „Maria Stuart“ (Regie: Alejandro Quintana)
- Mackie Messer in „Die Dreigroschenoper“ (Regie: Elina Finkel)
- Marinelli in „Emilia Galotti“ (Regie: Wolf Bunge)
- Lehrer in „Besuch der alten Dame“ (Regie: Hans-Jörg Utzerath)
- Peter Stockmann in „Ein Volksfeind“ (Regie: Hilmar Eichhorn)
- Aigisthos in „Orestie“ (Regie: Alejandro Quintana)
- Theseus/Oberon in „Sommernachtstraum“ (Regie: Uta Koschel)
- Satin in „Nachtasyl“ (Regie: Hilmar Eichhorn)
- Eijlert Lövborg in „Hedda Gabler“ (Regie: Axel Vornam)
- König Ignaz in „Yvonne, die Burgunderprinzessin“ (Regie: Uta Koschel)
- Thomas Diafoirus in „Der eingebildete Kranke“ (Regie: Sewan Latchinian)
- Eichmann in „Wannseekonferenz“ (Regie: Peter Sodann)
- Brackenburg in „Egmont“ (Regie: Peter Sodann)
- Saint Just in „Dantons Tod“ (Regie: Peter Sodann)
- Fredrik in „Das Kind“ (Regie: Thomas Neumann)
- Dr. Labude in „Fabian“ (Regie: Peter Sodann)
- Mortimer in „Maria Stuart“ (Regie: Peter Sodann)

## Hörspiel (Auswahl)
- 2000 „Die Päpstin“ – Autorin: Donna W. Cross – Regie: Walter Niklaus
- 2020 „Erster Angriff“ (ARD-Radio-Tatort) – Regie: Stefan Kanis